# Grenadska nogometna reprezentacija
Grenadska nogometna reprezentacija je nacionalni nogometni sastav Grenade, pod vodstvom Grenada Football Association (hrv. Grenadski nogometni savez). Prvu utakmicu reprezentacija je odigrala na Sv. Vincentu i Grenadinima protiv Dominike 1965. godine (2:0 poraz).
Grenada je punopravna članica CONCACAF i FIFA - kontinentalnih i međunarodnih nogometnih saveza te nosi Fifin kod - GRN. Službeni domaći stadion je Grenadski Nacionalni stadion.
Reprezentacija dosad nije nastupila na nekom svjetskom nogometnom prvenstvu dok se od većih rezultata smatraju dva osvojena druga mjesta na Karipskom kupu 1989. i 2008. godine. Upravo je ulaskom u finale regionalnog kupa 2008., Grenada ostvarila pravo da prvi puta u povijesti nastupi na kontinentalnom CONCACAF Gold Cupu 2009.

## Širi popis reprezentativaca Grenade
| #         | Pozicija   | Ime              | Datum rođenja      | Klub                   |
| --------- | ---------- | ---------------- | ------------------ | ---------------------- |
| 1         | vratar     | Andray Baptiste  | 15. travnja 1977.  | Ashford Town           |
| 2         | branič     | David Cyrus      | 8. ožujka 1989.    | Bradford Park Avenue   |
| 3         | branič     | Shanon Phillip   | 9. studenog 1988.  | Hurricane              |
| 4         | Vezni      | Craig Rocastle   | 17. kolovoza 1981. | Kansas City            |
| 5         | branič     | Cassim Langaigne | 27. veljače 1980.  | Hurricane              |
| 6         | branič     | Marc Marshall    | 24. prosinca 1985. | GBSS                   |
| 7         | napadač    | Marcus Julien    | 30. prosinca 1986. | E.S.S.                 |
| 8         | napadač    | Delroy Facey     | 22. travnja 1980.  | Lincoln City           |
| 9         | vezni      | Ricky Charles    | 19. lipnja 1975.   | Q.P.R.                 |
| 10        | napadač    | Kithson Bain     | 26. svibnja 1982.  | Carolina RailHawks     |
| 11        | vezni      | Anthony Modeste  | 30. kolovoza 1975. | Portmore United        |
| 12        | napadač    | Clive Murray     | 5. prosinca 1990.  | Paradise               |
| 13        | vezni      | Dwayne Leo       | 28. lipnja 1982.   | South Stars            |
| 14        | branič     | Leon Johnson     | 10. svibnja 1981.  | Wycombe Wanderers      |
| 15        | branič     | Anthony Straker  | 23. rujna 1988.    | Aldershot Town         |
| 16        | vezni      | Lancaster Joseph | 27. kolovoza 1982. | Hurricane              |
| 17        | vezni      | Moron Phillip    | 19. ožujka 1992.   | Hurricane              |
| 19        | vezni      | Patrick Modeste  | 30. rujna 1976.    | Q.P.R.                 |
| 20        | vezni      | Shane Rennie     | 14. prosinca 1986. | Paradise               |
| 21        | vezni      | Shalrie Joseph   | 24. svibnja 1978.  | New England Revolution |
| 22        | napadač    | Bradley Bubb     | 20. svibnja 1987.  | Aldershot Town         |
| 30        | Vratar     | Shemel Louison   | 9. kolovoza 1990.  | Fontenoy United        |
| 34        | vratar     | Desmond Noel     | 28. studenog 1974. | Q.P.R.                 |
| Izbornik: | Mike Adams |                  |                    |                        |

## Izbornici Grenade kroz povijest
| Izbornik              | Razdoblje     |
| --------------------- | ------------- |
| Rudi Gutendorf        | 1976.         |
| Carlos Cavagnaro      | 1986. – 1987. |
| Carlos Alberto da Luz | 2000.         |
| Franklyn Simpson      | 2002.         |
| Alister Debolett      | 2004.         |
| Anthony Modeste       | 2007. – 2008. |
| Norris Wilson         | 2008. – 2009. |
| Tommy Taylor          | 2009. – 2010. |
| Franklyn Simpson      | 2010. – 2011. |
| Mike Adams            | 2011. - danas |

## Vanjske poveznice
- Greenada national football team (en.Wiki)
- Reprezentacija Grenade na FIFA.com  Arhivirana inačica izvorne stranice od 10. listopada 2011. (Wayback Machine)